# Regno di Pergamo
Il Regno di Pergamo fu un regno ellenistico con capitale Pergamo, fondato da Filetero agli inizi del III secolo a.C., capostipite della dinastia degli Attalidi, che si trovava nell'attuale Asia Minore. Il regno si espanse in particolare dopo la Pace di Apamea, stipulata nel 188 a.C., ma nel 133 a.C. l'ultimo sovrano, Attalo III, si diede alla repubblica romana.

## Storia

### Ascesa della dinastia degli Attalidi
Il primo re di Pergamo fu un certo Filetero, il quale era tesoriere di Lisimaco, diadoco di Alessandro Magno e re della Tracia. Nel 282 a.C. si impossessò della città di Pergamo, nella Troade (Asia Minore) e dopo aver tradito Lisimaco, alla sua morte a Corupedio (281 a.C.), passò dalla parte di Seleuco I. Quando anche questi morì (280 a.C.), Filetero rimase fedele al figlio di Seleuco, Antioco I, e ottenne una notevole autonomia nell'amministrazione del territorio di Pergamo. Pur non trasformando la città in un regno autonomo, la gestì di fatto come un piccolo principato indipendente; è per questo considerato come il fondatore della dinastia degli Attalidi, futuri sovrani di Pergamo. Morì nel 263 a.C.
A Filetero successe Eumene I, che rafforzò ulteriormente il regno contro le mire espansionistiche dei sovrani seleucidi. Nel 262 a.C. infatti il Seleucide Antioco I tentò di riportare Pergamo, ormai stato indipendente, sotto l'impero Seleucide. Nonostante l'esercito Seleucide fosse molto più grande e potente di quello del piccolo regno, Eumene riuscì a infliggere una valorosa  sconfitta presso Sardi ad Antioco con un esercito composto perlopiù da mercenari, sancendo di fatto la definitiva indipendenza del regno. Pare che Antioco sia rimasto così sconvolto dalla sconfitta da morire di crepacuore poco tempo dopo. Con il successore Attalo I (241-197) la città esercitò la sua egemonia su gran parte dell'Asia Minore occidentale. Il sovrano rifiutò di pagare il tributo ai Galati, tribù celta stanziatasi nell'area dell'Asia Minore che aveva fondato il regno di Galazia, alleati dell'usurpatore Seleucide Antioco Ierace. Questi mossero guerra ai Pergameni, ma furono sconfitti nel 240 a.C. presso le fonti del Caicó assieme alle truppe di Antioco. Pergamo riuscì quindi ad annettersi molti territori seleucidi dell'Asia Minore.
Ma è nel 232 a.C. con la vittoria sui Tolistobogi, altra tribù celtica della Galazia, presso il tempio di Afrodite della città di Pergamo che il re Attalo I libera le sue terre dalle incursioni celtiche. Grazie a queste vittorie Attalo ottenne grande prestigio presso i Greci d'Asia e gli fu conferito il titolo di Soter ("salvatore"). Attalo celebrò queste vittorie con un ciclo di sculture che raffiguravano i Galati sconfitti (Galata morente e Galata suicida) e costruì il celeberrimo Altare di Zeus. La Gigantomachia, ivi raffigurata, doveva rappresentare la vittoria della civiltà greca, rappresentata dagli dei, sulla barbarie dei celti, simboleggiati dai Titani. Nel 223 a.C. Seleuco III lanciò una spedizione militare per riprendere controllo dell'Asia minore, ma venne ucciso da alcuni suoi mercenari. Ciò nonostante suo zio Acheo proseguì la spedizione e riuscì a infliggere dure sconfitte ai Pergameni, che vennero rinchiusi dentro a Pergamo e persero tutte le loro conquiste. Avrebbe potuto essere la fine del regno, ma Acheo decise di ribellarsi al legittimo sovrano Antioco III e fondare un proprio regno in Asia minore, che aveva come capitale Sardi: tuttavia nel 213 a.C. Antioco si alleò con Attalo per sconfiggere il ribelle e lo sconfisse espugnando Sardi. Così il regno fu salvo e poté riprendere possesso dei suoi territori.
L'alleanza con il Seleucide tuttavia era di puro comodo. Scomparso il pericolo di Acheo, Attalo cominciò a temere che il proprio regno entrasse nell'orbita del gigante Seleucide. Dunque stipulò una importante trattato di alleanza con i Romani, che sostennero attivamente in tutte le numerose guerre che essi affrontarono contro gli stati ellenistici. I Pergameni misero a disposizione dei Romani forze armate e la loro potente flotta nella Prima guerra macedonica, nella Seconda guerra macedonica e nella Guerra contro Nabide, contribuendo in modo determinante alla sconfitta degli avversari di Roma. Per arginare l'espansionismo di Filippo V di Macedonia Attalo si schierò assieme a una alleanza che comprendeva numerosi stati dell'Asia Minore: il risultato della guerra conseguente fu di evitare l'espansione di Filippo nello scacchiere Egeo. Attalo morì nel 197 a.C. in mezzo alla Seconda guerra Macedonica, mentre tentava di convincere i Beoti a schierarsi coi Romani. Il coinvolgimento nelle numerose guerre locali aveva procurato grande prestigio al regno, considerato dai Romani il più fido alleato; inoltre Pergamo conobbe sotto il suo regno un periodo di straordinario fervore culturale e artistico. Gli successe il figlio Eumene II.
Dopo essersi impegnati in queste guerre, la dinastia Attalide dovette affrontare la più importante sfida per la propria sopravvivenza: infatti in quegli anni era in atto una sorta di guerra fredda tra Antioco III, ormai il più potente monarca ellenistico, e la Repubblica Romana. Antioco tentò di legare a sé Eumene proponendo un'alleanza matrimoniale; Eumene tuttavia restò fedele alla alleanza del padre coi Romani rifiutando l'offerta di Antioco. Quando scoppiò la guerra fra Antioco e i Romani Eumene si schierò con questi ultimi; il regno venne devastato e Pergamo stessa fu assediata da Seleuco IV, figlio di Antioco. Tuttavia, con una eroica azione di cavalleria, la città fu liberata dall'assedio. Eumene contribuì alla vittorie navali dei Romani spiegando la propria potente flotta; ma fu su terra che il suo apporto si rivelò determinante. Infatti, nella decisiva Battaglia di Magnesia, quando i carri falcati dei Seleucidi stavano per caricare l'ala destra romana, Eumene (che per esperienza sapeva come i Seleucidi combattevano) ordinò ai legionari di scagliare i pila contro i cavalli nemici, che si imbizzarrirono a caricarono i propri alleati: la battaglia si trasformò dunque in una straordinaria vittoria per i Romani. Nella successiva Pace di Apamea a Pergamo furono conferite gran parte delle province anatoliche dei Seleucidi, rendendo Pergamo il più potente stato dell'Asia Minore. Eumene era riuscito non solo a salvare il regno dalla catastrofe, ma persino a ingrandirlo. Tuttavia, con la scomparsa della minaccia Seleucide, i rapporti fra Pergamo e Roma si raffreddarono: Eumene era diventato un alleato scomodo, pericoloso e troppo potente. Il senato cominciò a complottare per ridimensionare il suo potere.
Infatti, quando nel 167 a.C. si recò a Roma, dopo la vittoria romana a Pidna contro il re di Macedonia, Perseo, non fu ricevuto, poiché si sospettava fosse favorevole all'antico regno macedonico. Tornato in patria, riportò alcune vittorie contro i Galati (nel 166 a.C.), ma Roma decise di proteggere questi ultimi, accordando loro la necessaria autonomia, e mettendo fine così alle campagne militari del re attalide. Nel 164 a.C. venne inviato a Sardi il consolare Gaio Sulpicio Gallo, nel timore che Eumene II potesse allearsi con Antioco Epifane.
(Polibio, Storie, XXXI, 6.1-6.)
Pochi anni più tardi, nel 161 a.C., ambasciatori di Prusia II di Bitinia e dei Galati, raggiunsero Roma per accusare Eumene II. Quest'ultimo per discolparsi fu costretto ad inviare il fratello Attalo II.
Con la morte di Eumene II, salì al trono il fratello Attalo II (159-138), tutore di Attalo III (il figlio minorenne di Attalo I), ma di fatto re di Pergamo. Egli, recatosi ancora una volta a Roma nel 159 a.C., non solo riuscì a discolparsi dalle accuse che i Galati, inviati da Prusia II, gli avevano mosso, ma prima di tornare in patria, il senato romano lo colmò di onori e doni, consolidando l'alleanza con i Romani.
(Polibio, Storie, XXXII, 1.7.)
Pochi anni più tardi, nel 158 a.C./157 a.C., Attalo II, restituì il trono al vecchio re di Cappadocia, Ariarate V, che gli era stato sottratto da Oroferne. Nel 156 a.C. fu costretto a difendersi da un attacco di Prusia II, re di Bitinia, che riuscì ad avvicinarsi alla stessa Pergamo.
I Romani decisero quindi di aiutare Attalo II contro Prusia II, dopo l'invasione di quest'ultimo ai danni del regno attalide, inviando prima presso i due re come legati, un certo Lucio Apuleio e Gaio Petronio (nel 155 a.C.). La ragione fu riconosciuta ad Attalo e Roma diede l'ordine di sospendere definitivamente le ostilità a Prusia (nel 154 a.C.).

### Da Regno a provincia romana

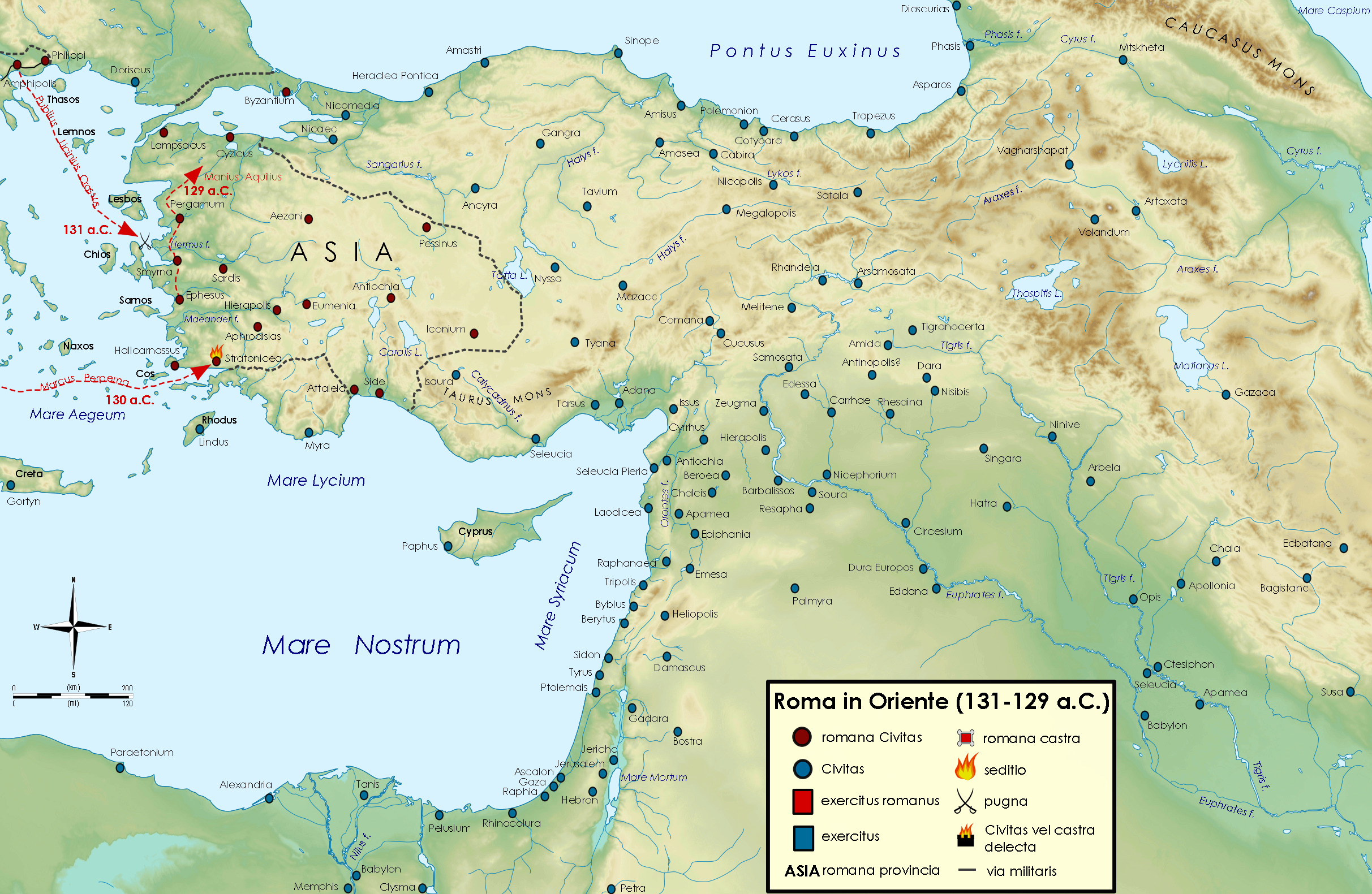
La prima provincia romana d'Asia, lasciata in eredità alla repubblica romana da Attalo III nel 133 a.C., creò non pochi problemi alle armate romane, costrette ad intervenire.

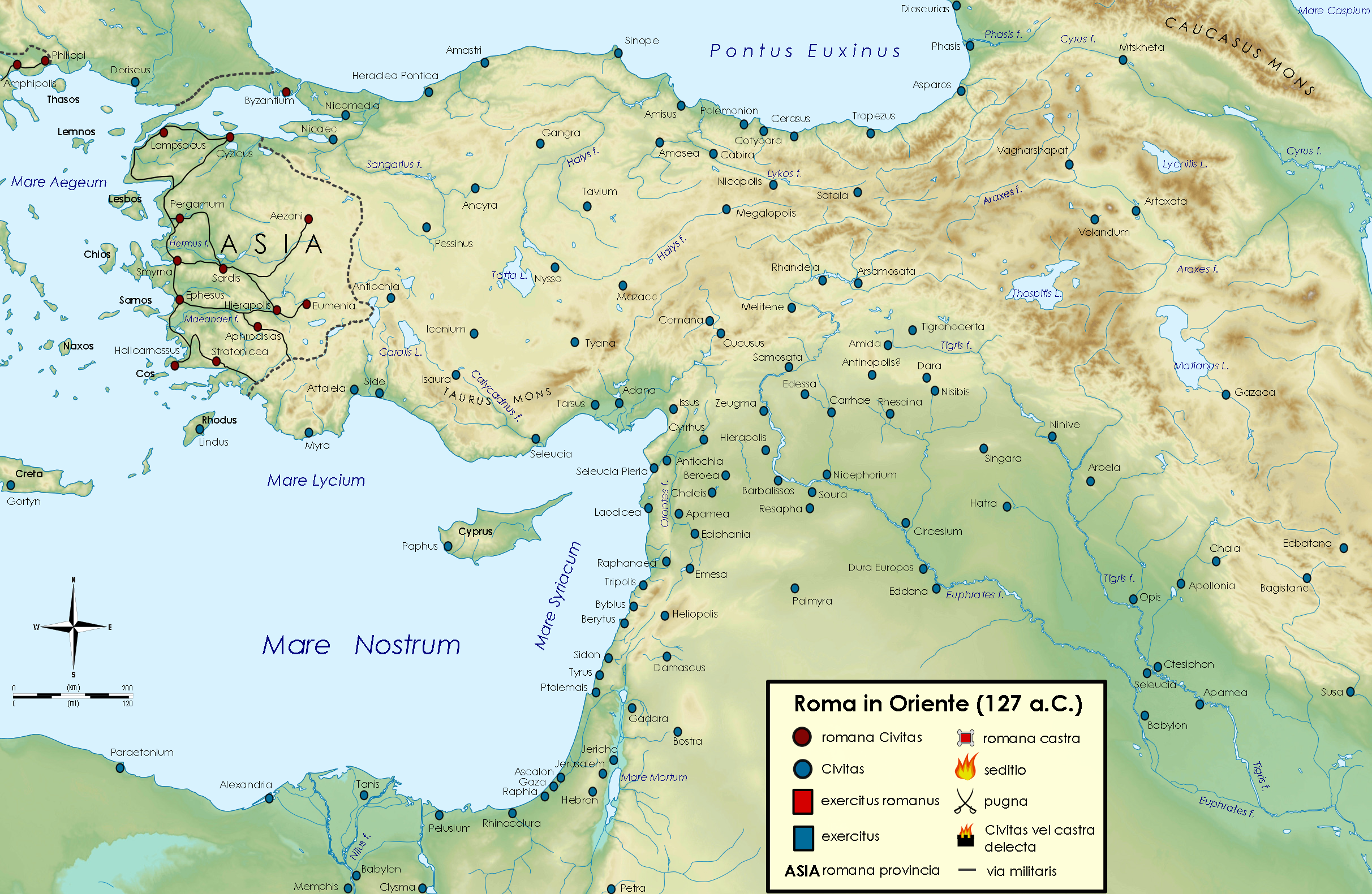
La provincia romana d'Asia nel 127 a.C., al termine del proconsolato di Manio Aquilio, che ne ridusse i territori ad Oriente, iniziando la costruzione di una rete stradale che si irraggiava da Efeso.

Ad Attalo II successe Attalo III (138-133 a.C.), ultimo dinasta indipendente degli Attalidi, poiché, alla sua morte, lasciò il regno in eredità ai Romani, e il suo territorio venne a costituire la provincia romana d'Asia. Nel testamento, Attalo lasciava alla città di Pergamo e ad altre città la libertà e i territori circostanti, oltre all'esenzione dai tributi, mentre a Roma lasciava i suoi tesori e le sue proprietà, ma soprattutto gran parte dei territori. Il testamento era condizionato dall'assenso della Repubblica romana. Il senato, che inizialmente si era mostrato abbastanza restio ad accettare questo dono, successivamente, non tanto per l'insieme delle proprietà reali lasciate a Roma (dal tesoro regio alle attività manifatturiere), ma soprattutto a causa di una rivolta interna, fu costretta ad intervenire ed annettere l'area, trasformandola in provincia romana.
A questo testamento si ribellò un certo Aristonico, che assunse il nome dinastico di Eumene III e organizzò una strenua resistenza con i poveri e gli schiavi del regno, trovando alleanze nella Misia e Caria. Frattanto a Roma, Tiberio Gracco aveva fatto votare che i tesori lasciati da Attalo III, fossero distribuiti al popolo romano, quale beneficio della sua legge agraria. La guerra contro Numanzia e la rivolta degli schiavi in Sicilia non permisero di intervenire subito nel regno di Pergamo, per sedare la rivolta di Aristonico. Roma effettuò un primo intervento nel regno (nel 131 a.C.), inviando un certo Publio Licinio Crasso, il quale però fu sconfitto non molto distante da Smirne (a Leucae). Poi fu la volta del console romano, Marco Ebuzio Perperna, il quale riuscì invece a far prigioniero Aristonico a Stratonicea, grazie anche all'aiuto dei re clienti Ariarate V di Cappadocia e Mitridate V del Ponto, per impadronirsi poi di Pergamo e del suo tesoro.
Il Senato romano fu costretto ad inviare il console Manio Aquilio per sedare una rivolta nell'ex-regno di Attalo III, e trasformare i suoi territori in prima provincia romana dell'Asia (129 a.C.). Sbarcato in Caria si diresse in Mysia dove riuscì ad espugnare alcune fortezze ribelli, grazie anche all'aiuto di alcune città greche. La successiva riorganizzazione vide il mantenimento di parte dei territori dell'antico regno (Misia, Lidia, Frigia e parte della Caria; i territori invece del Chersoneso Tracico e dell'isola di Egina furono invece aggregati alla provincia di Macedonia), lasciando invece la Lycaonia e la Cilicia Trachea al regno di Cappadocia e la Frigia maggiore a Mitridate III del Ponto, oltre alla costruzione di una rete stradale che si irraggiava da Efeso (nuova capitale provinciale) in direzione di Pergamo, Sardi, ecc. In pratica, la repubblica romana annetteva tutti i territori occidentali, mentre quelli orientali, montuosi e difficili da controllare, furono concessi al regno del Ponto ed a quello di Cappadocia.